# Josep Estudita
Josep Estudita, també conegut per Josep el Confessor o Josep de Tessalònica (Constantinoble?, c. 762 - Tessalònica, 826?) fou un monjo del convent d'Estúdion i arquebisbe de Tessalònica. És venerat com a sant per l'Església ortodoxa.
Josep fou germà de Teodor Estudita i fill de Fotí i de Teoctisa. Vivien a Constantinoble o la rodalia, i els dos germans foren monjos a Estúdion, a Constantinoble) i Teodor en va arribar a ésser l'abat.
Josep fou elegit arquebisbe de Tessalònica per aclamació, per raó de la seva virtut i bon caràcter. Les dates del seu arquebisbat són dubtoses, però segons Teòfanes Isàuric el 809 fou deposat, exiliat i empresonat. En aquell moment estava enfrontat amb el patriarca Nicèfor I de Constantinoble, oficialment per la protecció atorgada al secretari de l'església de la capital, el prevere Josep, que havia oficiat el matrimoni de Constantí VI amb Teodata el 795, però més probablement per la controvèrsia iconoclasta.
Fou alliberat per Miquel I Rangabé i restablert com a arquebisbe de Tessalònica, fins que el partit iconoclasta, sota Lleó I el Traci (Lleó l'Armeni) va recuperar el poder i el tornà a desterrar. Llavors fou confinat a la mateixa illa de la Propòntida on ja havia estat el 809. Es troba present al funeral de Nicetes de Bitínia, que fou en 824, i aquesta és la darrera cosa que se'n sap.
Segons el Menologium Basilianum, però aquest és un fet dubtós i poc versemblant, fou empresonat per Teòfil per no voler renunciar a l'adoració de les imatges i va morir a la presó; la mateixa font, però, diu que alhora el seu germà Teodor fou desterrat, però Teodor havia mort en 826, tres anys abans que Teòfil pugés al tron.
No és segur que Josep visqués encara el 829, i només es pot afirmar que era mort el 844 quan les relíquies de Teodor foren portades al monestir d'Estúdion, on ja eren les de Josep.

## Obra escrita
Va escriure:
- Epistola ad Simeonem Monachum
- Λόγος εἰς τὸν τίμιον καὶ ζωοποιὸν σταυρὸν τοῦ ὁμολογητοῦ Ἰωσήφ ἀρχιεπισκόπου Θεσσαλονίκης, Oratio in venerandam et vivificam Crucem Confessoris Josephi Archiepiscopi Thessalonicensis
- Diversos cànons o himnes, en gran nombre i de gran qualitat literària.